# Somebody Else
«Somebody Else» es una canción de pop rock interpretada por la banda británica The 1975 y lanzada como cuarto sencillo de su segundo álbum de estudio I Like It When You Sleep, for You Are So Beautiful Yet So Unaware of It. La canción fue escrita por George Daniel, Matthew Healy, Adam Hann y Ross MacDonald. Mike Crossey se encargó de la producción junto a Daniel y Healy. La canción fue la última escrita para el álbum; Healy desarrolló la letra de la canción en Los Ángeles mientras estaba en la parte trasera de un taxi. El cantante se centró en las secuelas de una ruptura, centrada en los temas de los celos y la culpa. Fue lanzado el 16 de febrero de 2016 por Dirty Hit y Polydor Records como el cuarto sencillo del álbum.
Un jam lento, "Somebody Else" es una balada poderosa compuesta en los estilos de electrónica, R&B, synth pop. La canción contiene elementos de varios géneros, incluidos house, chillwave, funk y neo-soul. Su escasa producción al estilo de los años 80 incorpora sintetizadores, 808 percusión y ritmos tecno y ha sido comparado con el trabajo de Tears for Fears. La letra explora las emociones encontradas que se experimentan tras descubrir que un ex amante ha encontrado una nueva pareja, centrándose en los temas de los celos, el dolor, la melancolía y la amargura, entre otros.
El 7 de julio de 2016 se lanzó un video musical de acompañamiento, dirigido por Tim Mattia. La imagen muestra los intentos de Healy de salir de su relación anterior, involucrándose en varias situaciones que exploran temas de aislamiento y obsesión por sí mismo. El video recibió críticas positivas de los críticos, quienes destacaron la calidad cinematográfica, el estilo introspectivo y el final retorcido, y varios lo compararon con el trabajo del cineasta David Lynch y la película Fight Club (1999). Para promocionar "Somebody Else", The 1975 interpretó la canción en gira y en varios festivales de música, incluidos los festivales de Reading y Leeds y Pohoda. Además de aparecer en varias películas y programas de televisión, como 13 Reasons Why y The Edge of Seventeen (2016), la canción ha sido versionada por varios artistas, incluidos Charlie Puth, Vérité y Lorde, y este último la citó como una influencia significativa. en su segundo álbum de estudio, Melodrama (2017).

## Antecedentes
The 1975 lanzó su álbum de estudio de debut homónimo en septiembre de 2013 con éxito comercial y de crítica. A nivel nacional, encabezó la lista de álbumes del Reino Unido y la lista de álbumes escoceses. En los Estados Unidos, el álbum alcanzó el número 28 en el Billboard 200 de los Estados Unidos, el número 7 en la lista Billboard Top Alternative Albums y el número 8 en la lista Billboard Top Rock Albums. La banda se hizo reconocida como un acto de gran avance en 2013, habiendo logrado un éxito comercial con su sencillo "Chocolate", que se convirtió en un elemento básico de la radio. En junio de 2015, 1975 publicó caricaturas crípticas y borró sus cuentas de redes sociales, alimentando la especulación de que se estaban disolviendo. Sin embargo, la banda regresó 24 horas después para anunciar que su ausencia era para un "nuevo capítulo" comenzando con el lanzamiento de su segundo álbum, que luego se reveló que se tituló I Like It When You Sleep, for You Are So Beautiful Yet So Unaware of It.

## Composición y letra
Musicalmente, "Somebody Else" es una poderosa balada melancólica, compuesta como un lento jam electrónico, R&B, synth pop. La canción tiene una duración de cuatro minutos y cincuenta y siete segundos (4:57) y fue escrita por los miembros de 1975 George Daniel, Healy, Adam Hann y Ross MacDonald, mientras que los dos primeros manejaron la producción junto a Mike Crossey.
"Somebody Else" tiene una escasa producción al estilo de la década de 1980 compuesta por una línea de sintetizador "bounc [ing]", reverberación pesada, atmósfera expansiva, sintetizadores giratorios, un bajo con influencia disco, un bombo, percusión 808 y ritmos tecno. La canción también contiene elementos de house, chillwave, electrónica, funk, neo-soul, electrónica, dance, electropop, pop alternativo, new wave, yacht rock y soul "digitalizado". A lo largo de la pista, las voces de Healy son modificadas, dobladas, cortadas y autoajustadas. El cantante actúa con un estilo "entrecortado", según Andy Gill de The Independent, mientras que Hayden Manders de Nylon describió la voz como "despreocupada, desinteresada y tambaleante".

## Video musical
El video musical comienza con una viñeta de tres minutos que se reproduce antes del video principal. La viñeta en blanco y negro se abre con Healy entrando en una lúgubre habitación de hotel, que recuerda a un programa de televisión retro, donde una mujer que nunca se mueve está sentada en el sofá. El cantante realiza varias tareas domésticas de manera letárgica; se quita el maquillaje de payaso de la cara, se quita la chaqueta y la camisa del traje, se ata los zapatos y se mira en el espejo. Música premonitoria y una pista de risa inapropiada suena de fondo, con vítores, aplausos al estilo de una comedia y el abucheo ocasional de una audiencia de estudio invisible. Healy luego camina hacia el sofá, sentándose junto a la mujer inmóvil mientras se viste. El cantante mira a la mujer e intenta tener una conversación, aunque ella no responde, y él recoge sus pertenencias y sale por la puerta con su patineta. Althea Legaspi de Rolling Stone sintió que el entorno sombrío de la viñeta sirve como una continuación temática del visual de la canción del álbum "A Change of Heart", mientras que el personal editorial de Dork lo vio como una continuación literal del video anterior.

## Posicionamiento en lista
| Lista (2016)                           | Posiciones |
| -------------------------------------- | ---------- |
| Australia (ARIA)                       | 34         |
| Irlanda (IRMA)                         | 70         |
| Escocia (Scottish Singles Sales Chart) | 29         |
| Reino Unido (UK Singles Chart)         | 55         |
| Estados Unidos (Adult Top 40)          | 28         |